# Поезд на Юму
«По́езд на Юму» (англ. 3:10 to Yuma) — американский вестерн, боевик-драма 2007 года, седьмой полнометражный фильм режиссёра Джеймса Мэнголда и продюсера Кэти Конрад. В главных ролях снимались Рассел Кроу и Кристиан Бейл, а также Питер Фонда, Гретчен Мол, Бен Фостер, Даллас Робертс, Алан Тьюдик, Винесса Шоу и Логан Лерман. Речь идёт об обедневшем от засухи владельце ранчо (Бейл), который берётся за опасную работу по привлечению к ответственности известного преступника (Кроу). Это вторая экранизация рассказа Элмора Леонарда 1953 года «В 3:10 на Юму», после одноимённого фильма 1957 года. Съёмки фильма проходили в различных местах Нью-Мексико. Премьера фильма «Поезд на Юму» состоялась 7 сентября 2007 года в США и получила положительные отзывы критиков. Он собрал в мировом прокате 71 миллион долларов при бюджете в 48-55 миллионов долларов.

## Сюжет
1884 год, Аризона. Известный бандит Бен Уэйд (Рассел Кроу) и его банда грабит охраняемый пинкертоновцами дилижанс с деньгами. Ветеран Гражданской войны и владелец небольшого ранчо Дэн Эванс (Кристиан Бейл) и его  сыновья становятся свидетелями. Дэн — инвалид войны с покалеченной ногой, а его ранчо практически не приносит дохода. Ежедневно он наблюдает молчаливую грусть жены, прогрессирующую болезнь младшего сына и не такое уж и молчаливое неодобрение старшего — Уильяма (Логан Лерман), уверенного в том, что его отец — неудачник. К тому же Дэн задолжал крупную сумму, долг просрочен, и кредитор уже сжёг сарай Дэна, угрожая, что следующим будет дом... Цель кредитора — задёшево отобрать у Дэна всю землю, чтобы перепродать её под строительство железной дороги.
После ограбления банда Уэйда разделяется, чтобы легче было скрыться. Сам Бен задерживается в городке, недалеко от фермы Эванса, закрутив интрижку с местной барменшей, но его узнают и арестовывают. Шериф и маршалы понимают, что после ареста сложности с Уэйдом только начинаются —  надо доставить головореза в ближайший город Контеншен, где есть железнодорожная станция. А с учётом того, что банда попытается отбить своего главаря — это будет опасное предприятие. Поэтому в охрану решают нанять отчаянных парней, желающих заработать.
Узнав о награде в 200 долларов, Дэн Эванс становится одним из тех, кто должен доставить Уэйда к поезду на Юму, где того ждет виселица. Банда Уэйда воглаве с его преданным сподвижником Чарли Принцем отправляется в погоню. Для того, чтобы их запутать, пустую тюремную карету отправляют по ложному маршруту, но банда быстро раскрывает обман.
По дороге в Контеншен эскорт Уэйда постепенно редеет: сначала бандит закалывает вилкой одного из охранников за то, что тот не давал ему спать своим пением, затем сбрасывает в пропасть своего старого знакомого пинкертонца Байрона Макэлроя (Питер Фонда). Третьего — дока Поттера (Алан Тьюдик), — убивают в схватке с охотниками за головами: Уэйд когда-то убил брата их лидера. Но к сопровождающим Уэйда присоединяется юный Уильям Эванс, презирающий отца и восхищающийся подвигами Уэйда. Добравшись до Контеншена, поредевшая компания пережидает время до отправления поезда в 3:10 на Юму в местной гостинице. К ним примыкает местный шериф с двумя помощниками.
Но в городе появляется Чарли Принц с товарищами по оружию, пообещав 200 долларов каждому, кто пристрелит кого-нибудь из охраны Уэйда. Струсившие местные стрелки и ковбои присоединяются к банде, а шериф с помощниками дезертируют. Отчаявшийся Дэн приказывает своему сыну покинуть гостиницу, чтобы тот не мешал ему, когда он поведет преступника к поезду через вооружившийся против него город. Уэйд остаётся в номере гостиницы наедине со своим охранником, но, невзирая на весь свой талант тонкого психолога, ему не удаётся уговорить непреклонного Эванса. Эванс разъясняет Уэйду свои истинные мотивы: не только получить вознаграждение, но и заслужить уважение сына. Тогда бандит решает дойти с ним до поезда, не пытаясь бежать.
Под пулями банды Чарли Принца и жадных до денег горожан Бену Уэйду и Дэну Эвансу, наконец, удаётся пройти 800 метров до станции, но поезд задерживается. Герои «исповедуются» друг другу: Дэн рассказывает, что остаётся на ранчо лишь из-за больного туберкулёзом младшего сына Марка, которому необходим сухой климат, а Уэйд признаётся, что дважды уже сбегал из тюрьмы в Юме.
Когда подходит поезд, проследовавший тайно за своим отцом Уильям отвлекает банду, давая возможность героям подойти к вагону. Но когда Уэйд уже садится в него, а Уильям с восхищением смотрит на отца-победителя, уцелевший в перестрелке Чарли убивает Дэна. Вместо того, чтобы слезть с поезда и присоединиться к своим людям, Уэйд убивает Принца и расстреливает остальных. Затем он добровольно садится в поезд на глазах Уильяма, отец которого ценой своей жизни выполнил условия контракта.
Теперь Уильям получит вместо него 1000 долларов и сможет заплатить долг кредитору, ну а севший в поезд на Юму Бен Уэйд вряд ли доедет до неё…

## В ролях
| Актёр          | Роль                               |
| -------------- | ---------------------------------- |
| Рассел Кроу    | Бен Уэйд                           |
| Кристиан Бейл  | Дэн Эванс                          |
| Логан Лерман   | Уильям Эванс                       |
| Даллас Робертс | Грэйсон Баттерфилд                 |
| Питер Фонда    | пинкертонец Байрон Макэлрой        |
| Алан Тьюдик    | Док Поттер                         |
| Бен Фостер     | правая рука Бена Уэйда Чарли Принс |
| Гретхен Мол    | жена Дэна Элис Эванс               |
| Винесса Шоу    | барменша Эмми Нельсон              |
| Кевин Дюранд   | Такер                              |
| Люк Уилсон     | охотник за головами Зик            |
| Джонни Уитворт | член банды Уэйда Томми Дарден      |
| Крис Браунинг  | помощник маршала Кроули            |

## Производство
В феврале 2006 года на роль Бена Уэйда рассматривался Том Круз, но впоследствии он отказался от участия. Рассел Кроу, Джеймс Мэнголд и продюсер Кэти Конрад единогласно одобрили кандидатуру Кристиана Бейла на роль Дэна Эванса, на которую изначально претендовал Эрик Бана.
Съёмки картины проходили с 23 октября 2006 года по 20 января 2007 года.
Рекламный слоган картины гласил: «Время ждёт одного человека».

## Награды и номинации
- 2008 — номинация на премию «Оскар» в категории «Лучший саундтрек к фильму» Марко Белтрами
- 2008 — номинация на премию «Оскар» в категории «Лучшие звуковые эффекты»
- 2008 — «Национальное общество кинокритиков США» номинация в категории «Лучший композитор» Марко Белтрами
- 27 января 2008 года — Премия Гильдии киноактёров США / 14th Annual Screen Actors Guild Awards — Лучший актёрский ансамбль/Outstanding Performance by a Cast in a Motion Picture
- 24 июня 2008 года — Saturn Awards / Премия кинофантастики, ужасов и фэнтези «Сатурн» — Лучший приключенческий фильм, боевик или триллер / Best Action/Adventure/Thriller Film
- 2008 — Saturn Awards / Премия кинофантастики, ужасов и фэнтези «Сатурн» — Лучший актёр второго плана Бен Фостер